# 大津誠
大津 誠（おおつ まこと、1939年 - ）は、日本の経営学者。南山大学名誉教授。

## 略歴
鹿児島県出身。1962年慶應義塾大学経済学部卒業。1972年イリノイ大学大学院産業労使関係研究科博士課程修了。
サスカチュワン大学教授を経て、1985年南山大学経営学部教授。2000年新学部開設に伴い、総合政策学部に移籍。大学評議会評議員（経営学部選出）、経営学部経営学科長、経営学研究科経営学研究科長等を務めた。2003年名誉教授。

## 著書

### 単著
- 『労使関係論 : 日本的経営と労働』（白桃書房, 1991年）
- 『経営学概論 : アメリカ経営学と日本の経営』（創成社, 2004年）

### 共編著
- 『アントレプレナーシップの日・米・華比較』（創成社, 2007年）